# ラバウル (護衛空母)
|           |                                     |
| 艦歴      |                                     |
| 発注:     |                                     |
| 起工:     | 1945年1月2日                        |
| 進水:     | 1945年6月14日                       |
| 就役:     | 未就役                              |
| 退役:     |                                     |
| その後:   | 1972年8月25日にスクラップとして売却 |
| 除籍:     | 1971年9月1日                        |
| 性能諸元  |                                     |
| 排水量:   | 11,373 トン                         |
| 全長:     | 557.1 ft (169.8 m)                  |
| 全幅:     | 75 ft (22.9 m)                      |
| 吃水:     | 32 ft (9.8 m)                       |
| 機関:     |                                     |
| 最大速:   | 19ノット (35 km/h)                  |
| 航続距離: |                                     |
| 乗員:     | 士官、兵員1,066名                   |
| 兵装:     | 5インチ砲2門、40mm機銃36基          |
| 搭載機:   |                                     |

ラバウル (USS Rabaul, CVE/CVHE/AKV-121) は、アメリカ海軍の護衛空母。コメンスメント・ベイ級航空母艦の17番艦。艦名は太平洋戦争の激戦地であるラバウルに因んで命名された。

## 艦歴
ラバウルは1945年1月2日にワシントン州タコマのトッド造船所で起工した。1945年6月14日にアリス・シェード（ヘンリー・A・シェード造船官の妻）によって進水し、オレゴン州ポートランドのコマーシャル・アイアン・ワークスで竣工、1946年8月30日に海軍に引き渡された。
ラバウルは就役することなく太平洋予備役艦隊、ワシントン州タコマの第19艦隊に配属された。同地でモスボール処理され、冷戦初期にソ連との武力衝突に備えて保管された。1955年6月に CVHE-121（護衛ヘリ空母）に艦種変更され、1958年6月にサンディエゴに回航され太平洋予備役艦隊入りする。翌年には AKV-21（貨物航空機運搬艦）に再変更された。
ラバウルは1971年9月1日までサンディエゴの予備役艦隊で保管され、除籍後は1972年8月25日にカリフォルニア州ビバリーヒルズのニコライ・ジョフィ社にスクラップとして売却された。

## 登場作品
解体される直前に、姉妹艦とともに映画『ダーティハリー2』（1973年、アメリカ合衆国）の撮影に用いられた。